# Båglampa

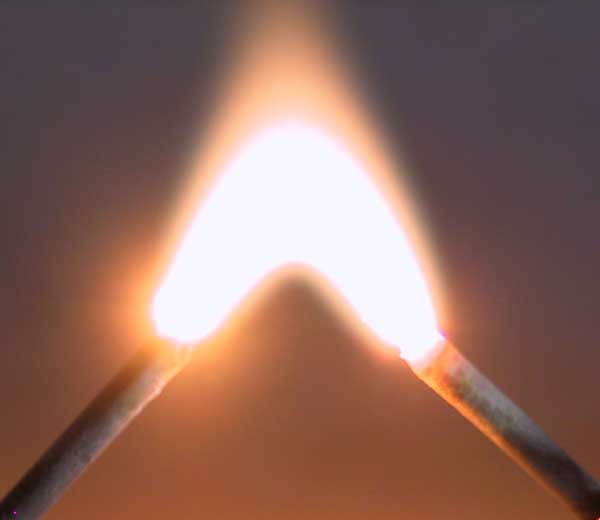
Ljusbåge mellan två kolelektroder. Ljusbågen böjs på grund av att luften hettas upp och därmed strömmar uppåt.

En båglampa är en lampa där ljuskällan utgörs av en öppen ljusbåge mellan två elektroder, oftast av kol. Båglampan var den första elektriska lampan i praktisk användning.

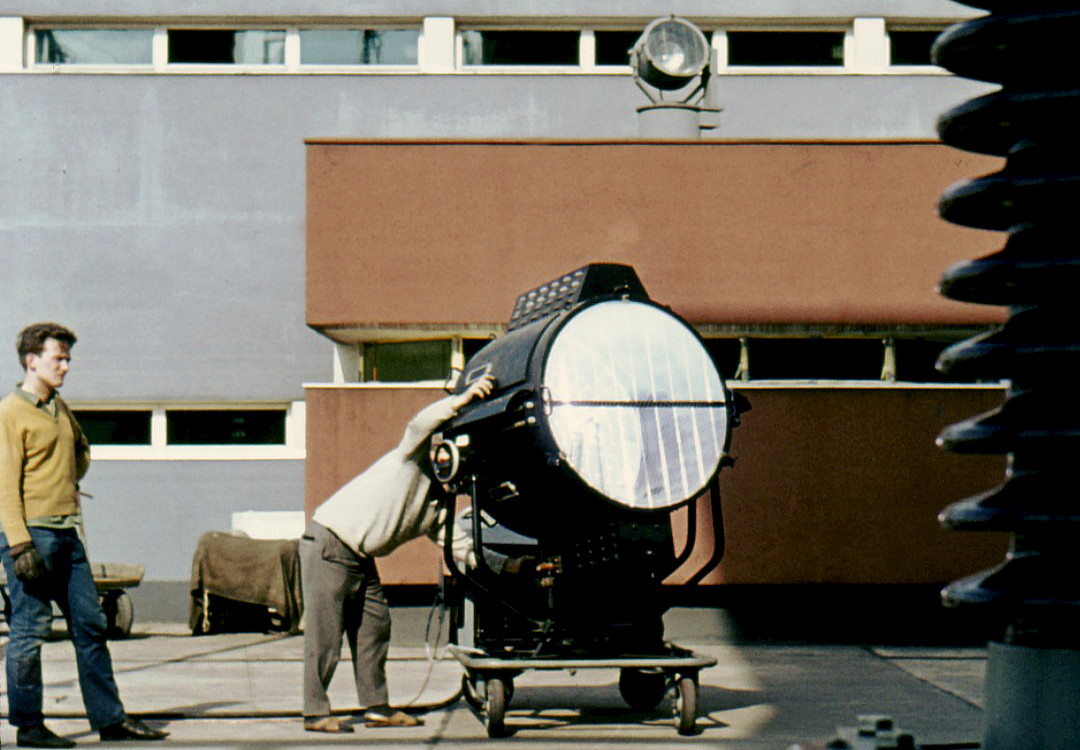
En båglampsstrålkastare under filminspelning 1964.

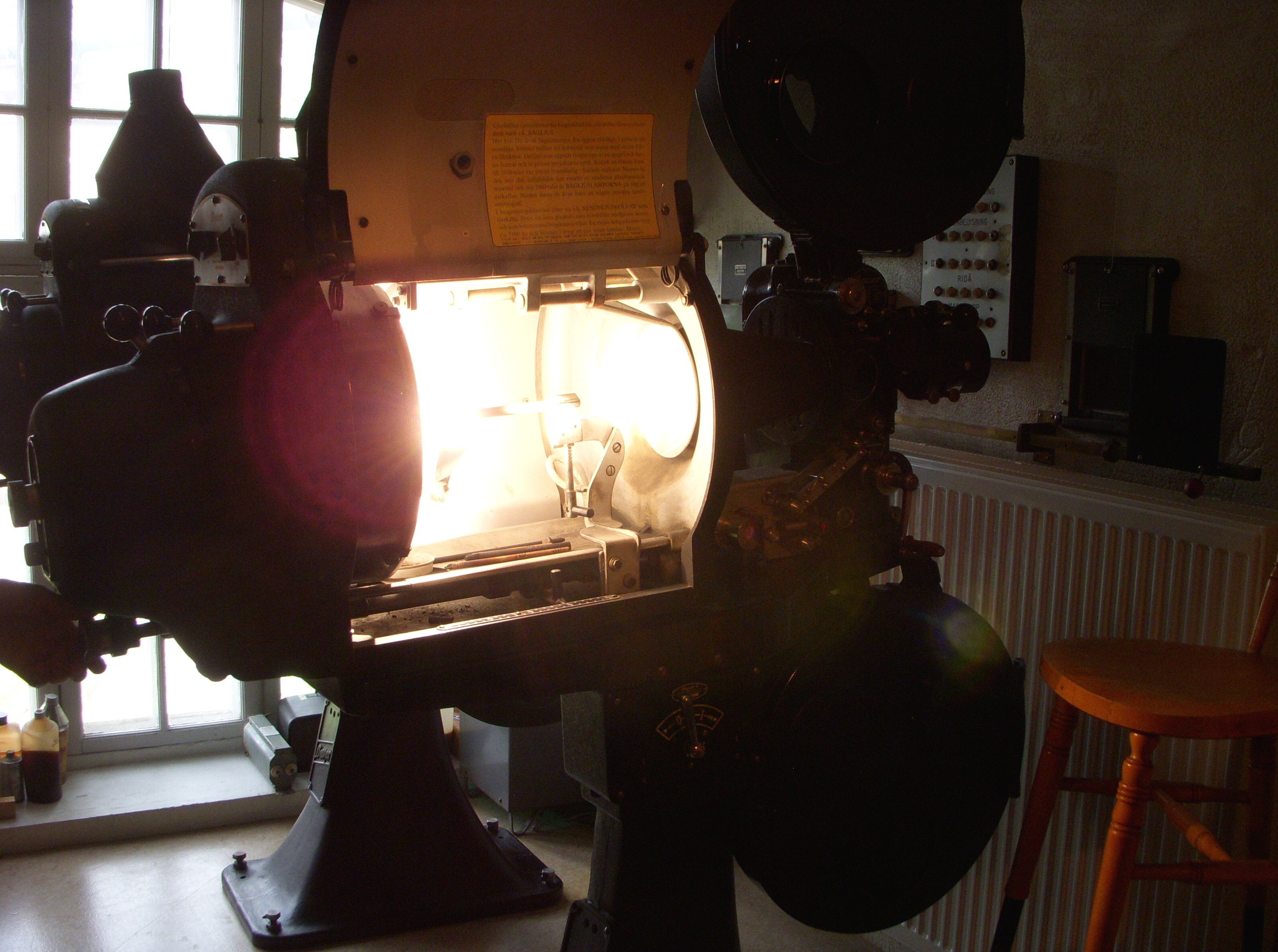
Bågljuslampa i en filmprojektor på Biografmuseet, Säter.

Tändning sker genom att man ett ögonblick låter kolelektroderna beröra varandra, varpå dessa dras isär till ett gap på några millimeter, där ljusbågen bildas. Ett seriekopplat motstånd begränsar strömmen, som i tändögonblicket blir mycket stor. Kolelektroderna förbrukas av ljusbågen, och avståndet mellan elektrodspetsarna måste kontinuerligt justeras, annars slocknar bågen, när gapet mellan kolspetsarna blir för stort. Det finns strömstyrda anordningar, som med magnetomekaniska medel håller elektrodavståndet någorlunda konstant. Livslängden på kolelektroderna är cirka 100 timmar, varefter elektroderna måste ersättas.
Ryssen Pavel Jablotjkov förbättrade 1875 båglampans elektroder och han producerade lampor efter denna princip i stor skala. Dessa användes första gången i Blanch’s Café vid Kungsträdgården i Stockholm, och rönte stor uppmärksamhet. Det var den första inomhusbelysningen med elektricitet i staden och Blanch’s Café annonserade ”I afton: Elektrisk belysning”. Fyra glober med lampor av Jablotjkovs konstruktion hängde från taket, matade av en dynamomaskin. Ljuset var skarpt och osande och flyttades därför ganska snart ut i trädgården. För att se spektaklet fick man betala en krona.
I likströmsdrift förbrukas den ena elektroden snabbare än den andra; vid växelström fördelas förbrukningen ungefär jämnt på båda elektroderna. Om kolbåglampan drivs med växelström avger den ett brummande ljud med växelströmmen dubbla frekvens, som i vissa miljöer kan vara störande.
Båglampan ger ett mycket starkt ljus, och var länge ljuskälla i filmprojektorer, trots brandrisken med den tidens mycket eldfängda celluloidfilm, även i starka strålkastare vid filminspelningar eller för militära ändamål kom båglampan till användning.
De strålkastare som under andra världskriget användes nattetid vid spaning efter fientliga flygplan var jättelika båglampor, där ljusknippet koncentrerades med hjälp av en parabolisk spegel, där ljusbågen placerats i paraboloidens brännpunkt.
Filmprojektorer med bågljus förekommer fortfarande på mindre biografer, men i stort har det vidareutvecklade bågljuset i form av olika sorters gasurladdningslampa helt tagit över.